# Garshouni
Le garshouni, garshuni, karshouni, carchuni ou écriture carchunie est un système de transcription de la langue arabe utilisant les lettres de l'alphabet syriaque. En usage  chez les chrétiens arabophones de tradition syriaque, sa disparition semble coïncider avec la Nahda, la renaissance arabe du XIXe siècle.
La phonologie des deux langues étant différente, l'application de l'alphabet syriaque à l'arabe suppose quelques adaptations : ainsi, le garshouni utilise communément les diacritiques de l'alphabet arabe qui proviennent eux-mêmes de la langue syriaque ; de même, l'alphabet syriaque comportant 22 lettres contre 28 pour l'alphabet arabe, certains graphèmes peuvent noter deux ou trois phonèmes différents (le <ṭ> syriaque peut noter /ṭ/ ou /ẓ/ en arabe, le <ṣ> syriaque /ṣ/, /ḍ/ ou /ẓ/ en arabe ; <g> note /ğ/ ou /ġ/, etc.). Parfois, les sons ne s'équivalant pas, un même phonème arabe peut être noté par deux graphèmes syriaques différents.

## Histoire

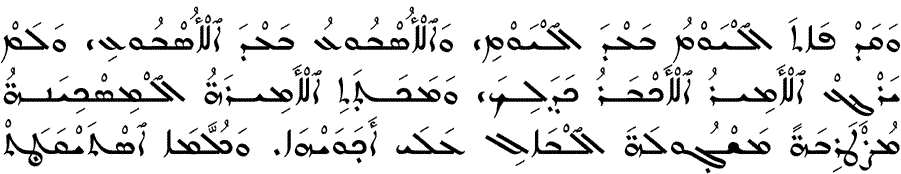
Arabe écrit en garshouni

Le garshouni a été utilisé par des chrétiens arabophones appartenant à des Églises ayant le syriaque pour langue liturgique. Les plus anciennes attestations concernent les Églises syriaques occidentales, plus spécialement l'Église maronite. L'un des premiers textes datés est une note marginale dans un manuscrit maronite des Homélies de Jacques de Saroug, avec la date du 10 juillet 1141 (an 1452 de l'ère des Séleucides dans le texte): elle rend compte de la promotion d'un moine nommé Daniel comme abbé du monastère Saint-Jean de Khuzbandu, à Chypre, par le patriarche maronite. Le Codex de Rabbula, d'origine également maronite, et dont les marges ont été utilisées comme archives d'actes notariaux divers, contient 35 notes en arabe, dont 12 en alphabet arabe et 23 en garshouni ; la plus ancienne (folio 7b), qui concerne également la nomination d'un moine, cette fois nommé Iš'aya, comme abbé de Saint-Jean de Khuzbandu, porte la date du 8 septembre 1154 (an 1465 de l'ère des Séleucides). Antérieurement, le manuscrit BL Add. 14644 (manuscrit du VIe siècle de la collection nitrienne, passé de Mésopotamie en Égypte en 932) présente peut-être un exemple isolé de texte en garshouni (une note donnant une recette pour la préparation de l'encre), qui remonterait au VIIIe  ou au IXe siècle, mais la datation est incertaine. Quant aux premiers livres entiers transcrits suivant ce système, ils sont plus récents : S. K. Samir donne le manuscrit Vat. arab. 135, datant de 1384, et le Vat. arab. 146, de 1392. Pour les Syriaques orientaux, les témoignages les plus anciens ne remontent qu'au XVIIe siècle (peut-être liés au développement de l'influence catholique).
L'usage de l'alphabet arabe a donc été répandu antérieurement chez les Chrétiens arabophones. Il alterne parfois avec celui du garshouni dans un même texte, ce qui indique que la motivation n'est pas simplement pratique. L'attachement à l'alphabet syriaque traditionnel a correspondu, principalement chez les Maronites, à l'affirmation de l'identité culturelle menacée d'une communauté. Mais avec la Renaissance culturelle arabe du XIXe siècle (al-nahḍa), le garshouni a tendu à sortir de l'usage.
Le mot « garshouni » a parfois été étendu à la transcription d'autres langues que l'arabe par l'alphabet syriaque : le turc (principalement azéri), le persan, l'arménien, le kurde, le malayalam. Ces cas concernent d'ailleurs essentiellement les Syriaques orientaux.

### Patrimoine
C'est dans cette écriture que le premier livre imprimé au Liban, un Psautier, est réalisé en 1610, au couvent Saint-Antoine de Qozhaya, à l'initiative de Sarkis al-Rizzi, évêque maronite de Damas. La bibliothèque du monastère patriarcal syro-catholique de Charfet au Liban, fondée en 1789, conserve dans une importante collection de textes et manuscrits en garshouni : ce sont essentiellement des textes ou des commentaires des Écritures, des recueils liturgiques, des vies de saints, l’explication des Sacrements et des lois des Conciles, des sermons, des Mimrés et homélies...